# Auguste Grandpierre
Pour les articles homonymes, voir Grandpierre.
 (juin 2025).
Auguste Grandpierre, né le 31 décembre 1814 à Lisle-en-Rigault (Meuse) et mort le 23 février 1880 à Buzy (Meuse), est un homme politique français.

## Biographie
Fils d'un ouvrier dans la forge de Vieux Jeand'heure de Nicolas Charles Oudinot et d'une fille de propriétaire de Bussy-la-Côte. Il devient docteur en droit à Paris et s'installe comme avoué puis avocat à Bar-le-Duc, il est nommé conseiller de préfecture le 3 mars 1848 car proche des républicains. Il démissionne cependant en octobre et devient opposant au Second Empire. Il se présente aux municipales de 1852 mais parvint en 1860 à entrer dans le conseil municipal avec d'autres républicains. Réélu en 1865 et 1870, il fédère aux législatives de 1869 les républicains du sud de la Meuse et demande à Ernest Picard d'être candidat dans le département. Celui-ci accepte car son beau-père vient de près de Commercy mais ne parvint pas à s'imposer malgré les premières réunions publiques républicaines. Après la guerre de 1870, il est nommé « administrateur provisoire du département de la Meuse » par le gouvernement provisoire de 1870 mais il ne prend pas ses fonctions car il est élu représentant de la Meuse la même année, siégeant au Centre gauche. En avril 1871, il est réélu conseiller municipal de Bar-le-Duc ainsi qu'en 1874 où les républicains deviennent majoritaire. Il participe à la réunion de la gauche républicaine et en 1876 il est élu député dans la circonscription de Bar-le-Duc face à Paulin Gillon. Il est l'un des 363 qui refusent la confiance au gouvernement de Broglie, le 16 mai 1877. Réélu en 1877, il démissionne cependant pour raison de santé en 1879.

## Sources
- Dir. Jean El Gammal, François Roth et Jean-Claude Delbreil, Dictionnaire des Parlementaires lorrains de la Troisième République, Metz, Serpenoise, 2006 (ISBN 2-87692-620-2, OCLC 85885906, lire en ligne), p. 219-220
- « Auguste Grandpierre », dans Adolphe Robert et Gaston Cougny, Dictionnaire des parlementaires français, Edgar Bourloton, 1889-1891 [détail de l’édition]